# Veld
Als Veld [fɛld] (Afrikaans oder Niederländisch; deutsch: Flur) bezeichnet man in Südafrika hauptsächlich die plateauartigen Regionen im Innern des Landes, auf der küstenabgewandten Seite der Großen Randstufe (Great Escarpment). In Namibia und Botswana ist der Begriff als Wortbestandteil für naturräumliche Areale des Kalaharibeckens verbreitet, die sich durch jeweils charakteristische Bodentypen unterscheiden. Je nach geomorphologischen Merkmalen, örtlichen klimatischen Bedingungen, Vegetation und Höhenlage werden somit im südlichen Afrika mehrere Regionen als Veld bezeichnet.
Im umgangssprachlichen Sinne lässt sich der Begriff mit dem australischen Outback, der „patagonischen Pampa“ Argentiniens oder dem neuseeländischen High Country vergleichen.
In Namibia wird zudem Veld synonym für die Flur, das heißt Busch- und Savannenland, vor allem auf Farmen verwendet. Ein Buschfeuer wird dementsprechend als Veldbrand oder Veldfeuer bezeichnet (siehe auch deutsche Sprache in Namibia).

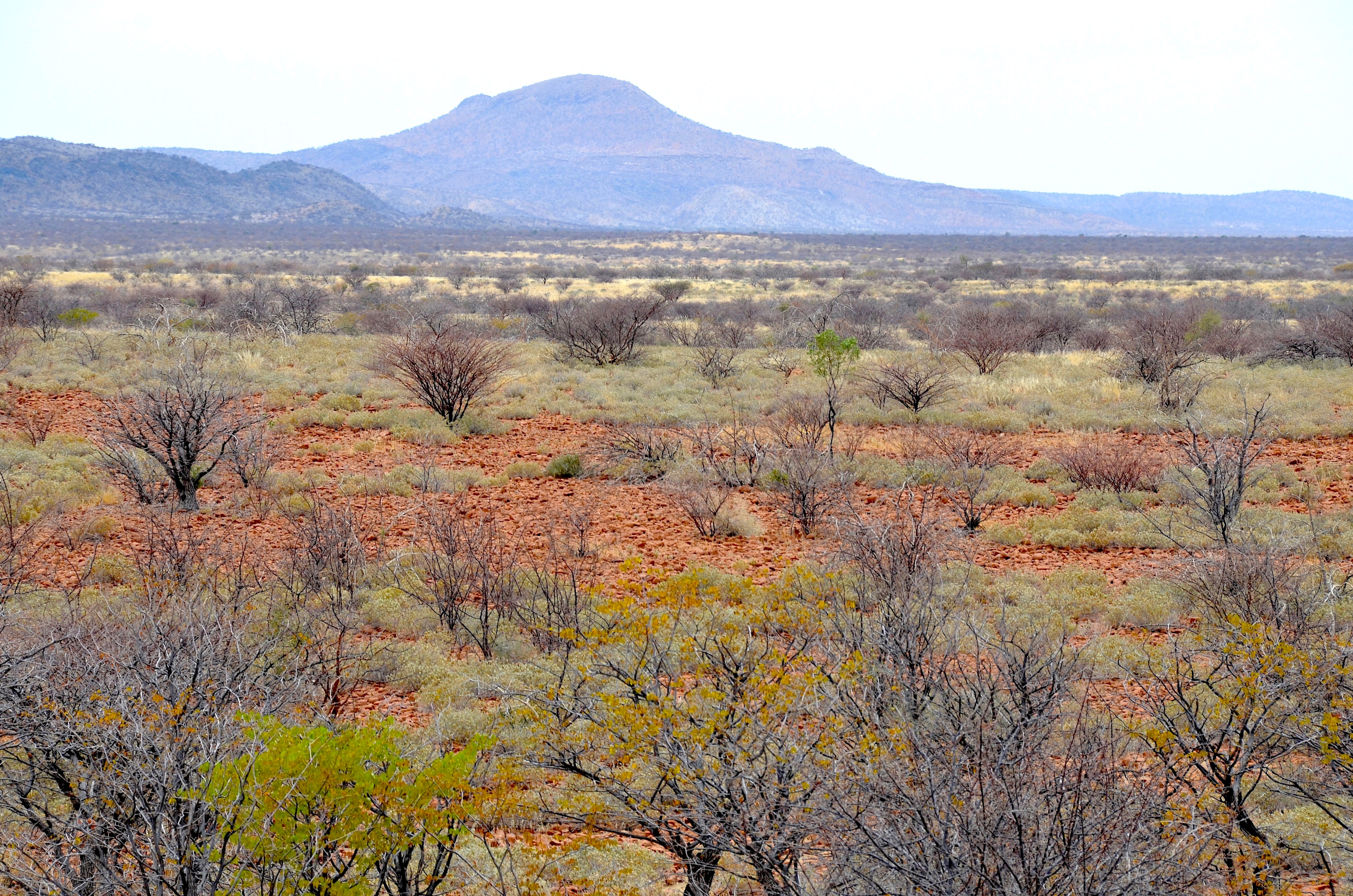
Typisches Veld beim Versteinerten Wald in Namibia (2014)

## Lowveld

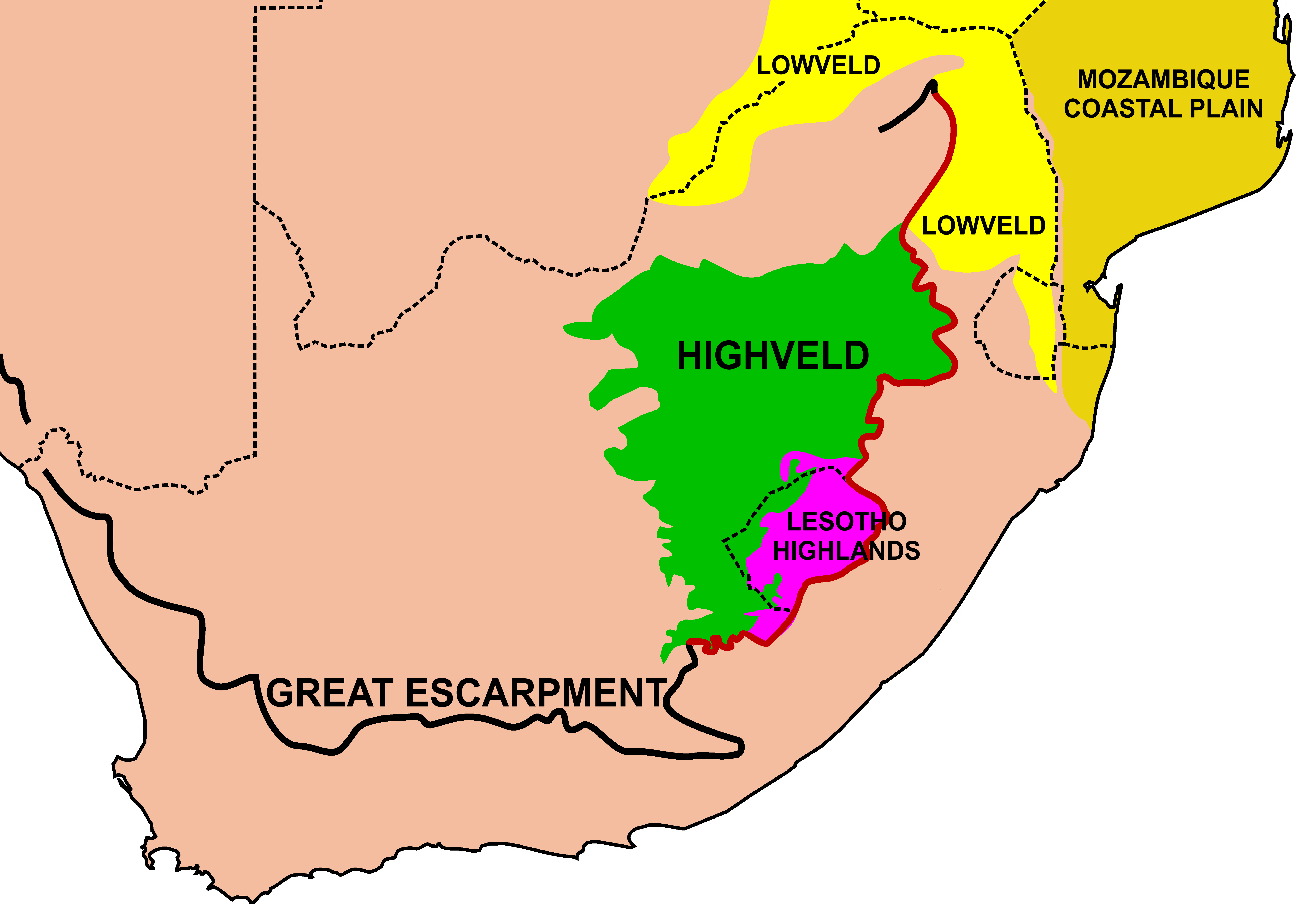
Lage von Low Veld und High Veld in Südafrika

Das Lowveld oder Low Country ist eine streifenförmige Region im Nordosten Südafrikas in der Nähe der Grenzen zu Mosambik, Simbabwe und Botswana. Das Gebiet liegt auf etwa 150 bis maximal 900 m über dem Meeresspiegel und erstreckt sich bogenförmig von den Waterberg-Ebenen bei Lephalale über das Limpopotal bis zu den Lebombo-Bergen. Ausläufer des Lowveld befinden sich auch in östlich gelegenen Teilen von Eswatini und im äußersten östlichen Teil der Provinz Mpumalanga. Hier liegen auch die Stadt Barberton und die Murchison Range. Auffällig sind die inselartigen Berge der Murchison Range.
Es ist im südlichen Sommer recht regenreich und im Hochsommer die einzige Malariaregion Südafrikas.

## Middleveld
Das Middleveld ist eine Region nördlich vom Mittellauf des Vaal, etwa zwischen Vryburg und Johannesburg. Es wird westlich vom Kaap-Plateau und nordöstlich vom Bushveld begrenzt. Die Landschaft ist im Westen und in ihrem Zentrum überwiegend ein Flachland mit Trockentälern. Im östlichen Teil am Gatsrand und Magaliesberge befinden sich Hügelketten. Die Höhenverhältnisse liegen zwischen 900 und 1800 Metern, sie steigen ostwärts an. In derselben Richtung nimmt auch die jährliche Niederschlagsmenge zu.

## Highveld

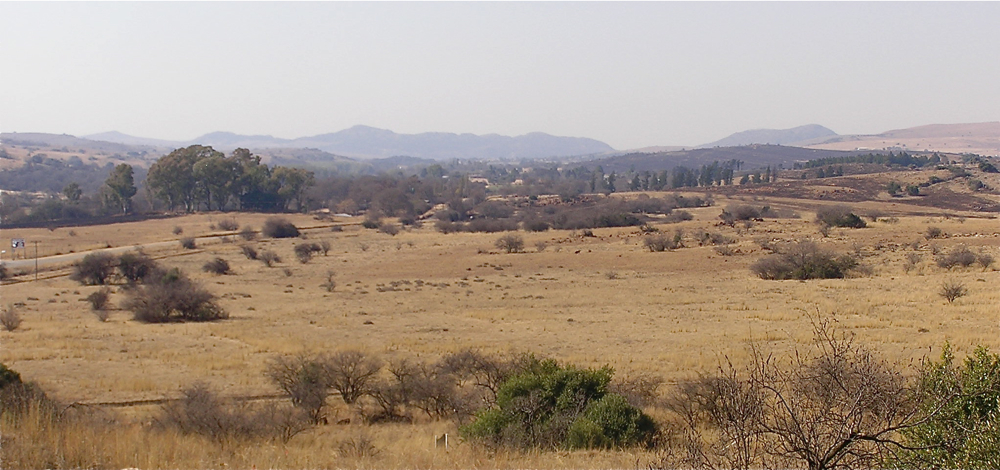
Das Highveld nördlich von Johannesburg in Gauteng

Als Highveld bezeichnet man das nach Norden hin abfallende Plateau Südafrikas. Es befindet sich im südlichen Transvaal, heute überwiegend die Provinzen Nordwest, Gauteng und Mpumalanga, und erstreckt sich über einen großen Teil der Provinz Freistaat. Die Höhenlagen schwanken zwischen 1340 und 1830 Metern über dem Meeresspiegel. Sein südwestlicher Rand beginnt etwa bei dem Ort Welkom und der nordöstlichste Punkt liegt bei eMalahleni. Seine östliche Grenze bildet die Große Randstufe zwischen Mbombela und Harrismith. Die das Highveld im äußersten Nordosten begrenzenden Bergketten um Mashishing und Waterval Boven nennt man auch Transvaal Drakensberge, die nördliche Verlängerung der Drakensberge in Lesotho und KwaZulu-Natal.
Der Begriff ist ebenso üblich zur Bezeichnung des Hochlandes von Simbabwe.

### Südafrikas Grasland: Steppe oder potenzieller Wald?

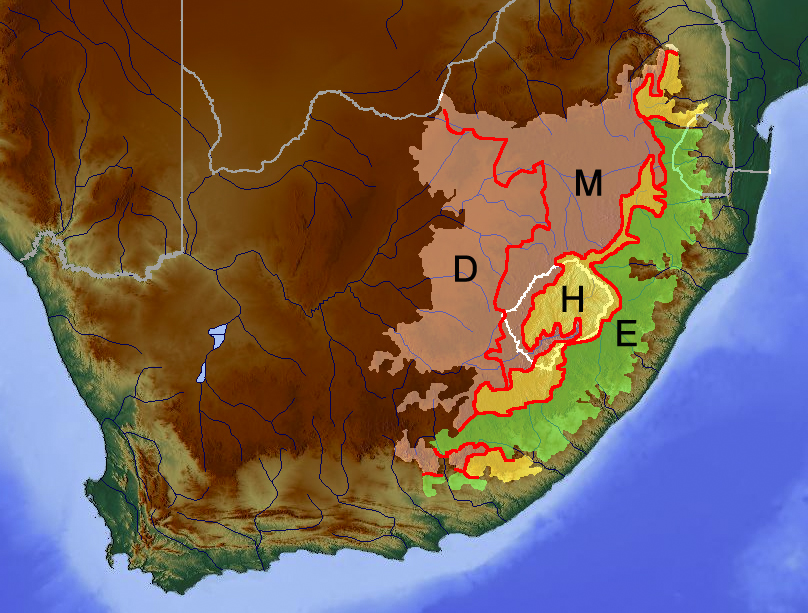
Lage des Grasland-Bioms in Afrika (Zuordnung der Buchstaben im Text)

Das südafrikanische Highveld macht mehr als die Hälfte des sogenannten afrikanischen Grasland-Bioms aus: Die Westhälfte wird dabei als „Dry Highveld Grassland“ (D) bezeichnet und gehört mit 400–550 mm Jahresniederschlag und einer bis zu viermonatigen Trockenzeit im Winter zur Ökozone der subtropischen Trockengebiete, während die Osthälfte – das „Mesic Highveld Grassland“ (M) – mit 700–1200/1400 mm und höchstens drei etwas trockeneren Monaten bereits zu den immerfeuchten Subtropen zählt. Diese Zuordnung gilt (mit etwas niedrigeren Niederschlagssummen, aber noch kürzeren regenfreien Perioden) auch für das weiter östlich liegende „Sub-Escarpment Grassland“ (E) am Ostabhang der Großen Randstufe bis zum Beginn des Küstensaumes. Dazwischen liegt noch das über „High-Altitude Grassland“ (H) der über 1400 Meter hoch liegenden Bereiche der Großen Randstufe, die vielfach auf noch etwas höhere Niederschlagssummen kommen. Während die Drakensberge innerhalb des Grasland-Bioms allgemein als extrazonale (alpine) Hochlandsteppe betrachtet werden, ist die klimatische Zuordnung des Graslandes uneinheitlich: Aufgrund der Höhenlagen des Plateaus von rund 800 bis unter 1800 Metern über dem Meeresspiegel ist das Klima bereits deutlich kühler als im Tiefland, sodass viele Autoren ein gemäßigtes Höhenklima verorten. Dies erklärt auch die häufig vorgenommene biogeographische Zuordnung zu den „Steppen“. Obwohl das Grasland wie die Steppen überwiegend baumfrei ist und nur in den Hügeln und den Flussterrassen Buschland vorkommt, haben Pollenanalysen gezeigt, dass die Klimaxvegetation des Gebietes kein Grasland ist, sondern der für das Ostseitenklima typische subtropische Lorbeerwald, der (in Restbeständen) an der südafrikanischen Ostküste zu finden ist. Dieser Widerspruch wurde im Rahmen des auf Südamerika bezogenen, vergleichbaren „Pampa-Problems“ geklärt. Demnach handelt es sich um subtropisches Grasland, das in Trockenzeiten während der letzten Kaltzeit natürlich entstanden ist. In den späteren feuchteren Klimaperioden konnte der Wald nicht auf diese Grenzstandorte im Hochland zurückkehren, weil der Mensch das Gebiet bereits seit der Urgeschichte beeinflusste: Ursprünglich durch die Anwendung von Feuer zur Jagd, später zur Offenhaltung als Weideland.

## Bushveld
Das Bushveld ist eine Region nördlich von Pretoria und dem Witwatersrand. Im Norden wird es von den Limpopo Highlands und dem Lowveld begrenzt und im Süden vom Middleveld. Die Region ist namensgebend für den Bushveld-Komplex, eine schüsselartig ausgeprägte Großeinheit mehrerer magmatischer Gesteinskörper, sowie für die Vegetation der Trockensavanne. Die Landschaft ist überwiegend flachwellig und nördlich von Pretoria mit einigen Hügelketten inselartiger Ausprägung und auffälligen Pyramidenbergen versehen. Ein großer Teil der Fläche wird Springbok-Ebenen genannt.
Es ist eine deutlich artenreichere Region als seine Umgebung, die moderate jährliche Niederschlagsmengen (375 bis 625 mm) verzeichnet.

## Sand- und Hardveld
Der größte Teil der Landschaft Botswanas und des Ostens Namibias (hier Omaheke) wird als Sandveld bezeichnet. Er zeichnet sich durch einen hohen Sandanteil aus. Große Teile gehören zur Kalahari. Das Sandveld erstreckt sich bis in die südafrikanische Nordwest-Provinz. Der östliche Teil Botswanas gehört zum Hardveld, das eher felsigen Charakter aufweist. Beide Gebiete sind weitgehend von trockener Dornstrauchsavanne bestanden.